# John Nathaniel Norton

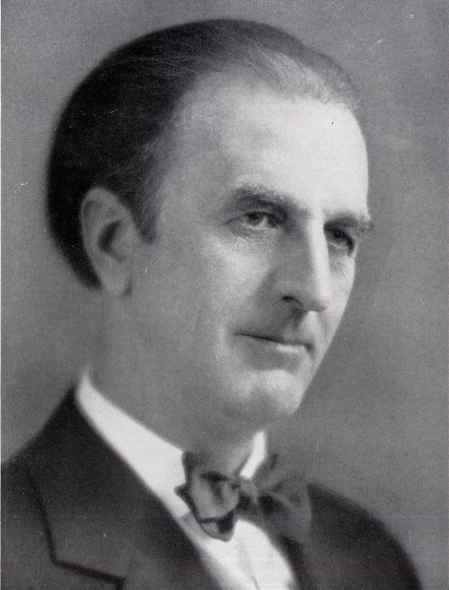
John Nathaniel Norton

John Nathaniel Norton (Stromsborg, 12 mei 1878 –  Washington D.C., 5 oktober 1960) was een Amerikaans politicus uit Nebraska voor de Democratische partij.
Norton werd geboren op een boerderij in de buurt van Stromsburg in Nebraska in 1878, en ging naar de Bryant Normal University. Hij studeerde af aan de  Nebraska Wesleyan University in 1901 en aan de University of Nebraska-Lincoln in 1903. Hij werkte van 1906 tot 1909 als klerk en als recorder in Polk County. Van 1908 tot 1909 was hij burgemeester in Osceola, en daarna woonde en werkte hij als boer nabij Polk tot 1922.
Van 1911 tot 1918 diende Norton als afgevaardigde in het Huis van Afgevaardigden van de staat Nebraska, en daarna was hij in 1919 en 1920 lid van de grondwetgevende vergadering van de staat. In 1924 werd hij door zijn partij genomineerd voor de functie van Gouverneur van Nebraska, omdat de zittende, democratische, gouverneur Charles Bryan zich verkiesbaar had gesteld als vicepresident van de Verenigde Staten. Zowel Bryan als Norton verloor, en Norton ging aan de slag als docent bij de Chautauqua en het lyceum, tot hij in 1927 werd verkozen als afgevaardigde voor de staat Nebraska in het Huis van Afgevaardigden, maar twee jaar later slaagde hij er niet in om herverkozen te worden. In 1931 werd hij wederom verkozen, maar ook toen slaagde hij er niet in herverkozen te worden twee jaar later.
Van 1933 tot 1936 was hij actief als vertegenwoordiger en adviseur bij de Agricultural Adjustment Administration, en werd in 1937 en 1938 lid van het eenkamerige parlement van de staat Nebraska. Van 1939 tot 1948 was hij actief als speciaal adviseur bij de Federal Crop Insurance Corporation in Washington D.C. In 1960 overleed hij ook aldaar, en werd hij begraven in het Swede Plain Cemetery in Polk County.
Zijn dochter, Evelyn Maurine Norton Lincoln, was de persoonlijk secretaresse van John F. Kennedy zowel in zijn tijd als senator als toen hij president was, en maakte deel uit van het escorte toen hij werd neergeschoten.